# Turnabout Ridge
Turnabout Ridge (englisch für Wendegrat) ist ein hoher und 16 km langer Gebirgskamm in der antarktischen Ross Dependency. In der Queen Elizabeth Range des Transantarktischen Gebirges ragt er zwischen dem Linehan- und dem Lowery-Gletscher auf.
Eine Mannschaft der Ohio State University zur Erkundung der Königin-Alexandra-Kette zwischen 1966 und 1967 benannte ihn so, weil er der vom Basislager entfernteste Punkt war, den die Mannschaft erreicht hatte.